# No One Lives Forever 2 : Le CRIME est éternel
No One Lives Forever 2 : Le CRIME est éternel (aussi sous-titré A Spy in H.A.R.M.'s Way) est un jeu de tir à la première personne développé par Monolith Productions et édité en 2002 par Sierra Entertainment sur Windows. Le jeu a également été adapté sur Mac OS X en 2003. Il s'agit d'une suite de No One Lives Forever, sorti en 2000.
No One Lives Forever 2 est un mélange d'action et d'infiltration à la James Bond mais dans une ambiance humoristique.
Les tentatives de re-masterisation du jeu sont bloquées par le statut compliqué des droits d'auteurs le concernant, les sociétés concernées ayant elles-mêmes reconnu ignorer laquelle d'entre elles les possède, tout en bloquant les tentatives de Nightdive Studios. Cette situation a amené des fans du jeu et du premier opus à mettre en ligne des versions remastérisées en libre accès, afin de forcer une clarification de la situation juridique tout en permettant l'accès aux joueurs nostalgiques,,.

## Personnages
L'héroïne du jeu, Cate Archer, a de fortes similitudes physiques avec Emma Peel dans Chapeau melon et bottes de cuir. Elle est châtain clair, cheveux jusqu'aux épaules, porte un serre-tête, et s'habille différemment au cours du jeu, à la mode des années 1960. Elle est née en Angleterre dans les années 1930-1940. C'est une espionne travaillant pour l’Union qui voyage à travers le monde pour combattre le C.R.I.M.E, une organisation criminelle.

## Technologie
Le jeu utilise le Lithtech engine Jupiter, version 2.0. Ce moteur donne au jeu des améliorations graphiques et techniques, tels les pixel shaders, des éclairages plus réalistes, des animations faciales de meilleure qualité et une implémentation de la physique Ragdoll.

## Accueil
- Jeux vidéo Magazine : 17/20[4]